# Jay (Nueva York)
Jay es un pueblo ubicado en el condado de Essex en el estado estadounidense de Nueva York. En el año 2000 tenía una población de 2.306 habitantes y una densidad poblacional de 13.1 personas por km².

## Geografía
Jay se encuentra ubicado en las coordenadas 44°23′8″N 73°42′38″O / 44.38556, -73.71056.

## Demografía
Según la Oficina del Censo en 2000 los ingresos medios por hogar en la localidad eran de $35,612, y los ingresos medios por familia eran $39,954. Los hombres tenían unos ingresos medios de $29,145 frente a los $21,438 para las mujeres. La renta per cápita para la localidad era de $16,673. Alrededor del 8.7% de la población estaban por debajo del umbral de pobreza.